# Diocèse d'Asidonia-Jerez
Le diocèse d'Asidonia-Jerez (en latin : dioecesis Assidonensis-Ierezensis ; en espagnol : diócesis de Asidonia-Jerez) est une église particulière de l'Église catholique en Espagne. Érigé en 1980, il couvre le nord de la province civile de Cadix, en Andalousie. Son siège est la cathédrale du Saint-Sauveur de Jerez de la Frontera. Suffragant de l'archidiocèse métropolitain de Séville, il relève de la province ecclésiastique éponyme. Depuis 2021, José Rico Pavés (es) est l'évêque diocésain d'Asidonia-Jerez.

## Territoire

Localisation du diocèse

En 2024, le diocèse d'Asidonia-Jerez comprend vingt-cinq communes de la province civile de Cadix, à savoir : Alcalá del Valle, Algar, Algodonales, Arcos de la Frontera, Benaocaz, Bornos, El Bosque, Chipiona, Espera, El Gastor, Grazalema, Jerez de la Frontera, Olvera, Prado del Rey, El Puerto de Santa María, Puerto Serrano, Rota, Sanlúcar de Barrameda, Setenil de las Bodegas, Torre Alháquime, Trebujena, Ubrique, Villaluenga del Rosario, Villamartín et Zahara de la Sierra.
Les autres communes de la province civile de Cadix relèvent du diocèse de Cadix et Ceuta.

## Subdivisions
En 2024, le diocèse d'Asidonia-Jerez est divisé en quatre-vingt-cinq paroisses, réparties entre huit archiprêtrés, à savoir : Jerez-Nord (Jerez Norte), Jerez-Sud (Jerez Sur), Jerez-Centre (Jerez Centro) et Jerez-Rural (Jerez Rural), El Puerto de Santa María, Sanlúcar de Barrameda, Arcos de la Frontera, Grazalema-Ubrique et Zahara-Olvera

## Histoire
Le diocèse d'Asidonia-Jerez est érigé le 3 mars 1980, par la constitution apostolique Archiepiscopus Hispalensis du pape Jean-Paul II.

## Cathédrale et basiliques mineures
La cathédrale du Saint-Saveur de Jerez est la cathédrale du diocèse.
Les quatre basiliques mineures du diocèse sont :
- La basilique Notre-Dame-de-la-Charité de Sanlúcar de Barrameda[5] ;
- La basilique Notre-Dame de Jerez[6] ;
- La basilique Notre-Dame-du-Carmel de Jerez[7] ;
- La basilique Sainte-Marie-de-l'Assomption d'Arcos de la Frontera[8].

## Évêques
- 1980-2000 : Rafael Bellido Caro[9] ;
- 2000-2008 : Juan del Río Martín[10] ;
- 2000-2021 : José Mazuelos Pérez[11] ;
- Depuis 2021 : José Rico Pavés (es)[12].